# Straat Semaoe
Straat Semaoe (Indonesisch: Selat Semau) is een zeestraat in Indonesië, gelegen in de provincie Oost-Nusa Tenggara. De zeestraat scheidt de eilanden Semaoe in het oosten en Timor in het westen van elkaar. De grootste plaats aan de zeestraat is de Timoreses havenstad Tenau.